# Freddie Martinez
Alfredo Ricardo Martinez Galvan, plus comme Freddie Martinez, son nom d'artiste, né le 15 avril 1942  à Corpus Christi au Texas, est un trompettiste, auteur-compositeur-interprète américain qui a créé, en 1969, avec son épouse JoAnn, la maison de disques Freddie Records.
Il a dirigé, depuis 1960 jusqu'en 1977, son propre orchestre, le Freddie Martinez Orchestra, qui s'est principalement produit sur les circuits de la musique Tejana. Il s'est ensuite, et jusqu'à sa retraite en 2001, principalement consacré à sa maison de disques dont la principale vedette a toujours été l'accordéoniste Ramón Ayala, mais qui a aussi contribué à la carrière de nombreux autres artistes comme Tony De La Rosa, Intocable, Solido et Little Joe (en).

Freddie Martinez a été le lauréat, en tant qu'interprète, auteur ou producteur, de six Grammy Awards ou Latin Grammy Awards. Certaines de ses compositions sont devenues des classiques de la Musique régionale mexicaine et font aujourd'hui partie du patrimoine musical mexicain.

## Famille et jeunesse
Alfredo Ricardo Martinez Galvan est le fils de Lee Martinez, qui possède plusieurs locaux de distraction nocturne à Corpus Christi, et de Rosa Galvandont les parents, Rafael Galvan et Ildifonsa Galvan, possèdent et tiennent la salle de dance « The Galvan Ballroom » à Corpus Christi. L'établissement est l'un des plus prestigieux de la ville et des musiciens comme Tommy Dorsey, Count Basie, the Glenn Miller Orchestra viennent s'y produire. Les quatre frères de Rosa Galvan Martinez, Ralph Galvan (ou Rafael Galvan jr.), Sammy  Galvan, Eddie  Galvan, et Bobby Galvan sont tous des directeurs d'orchestre. Rosa Galvan Martinez a aussi quatre sœurs : Beatriz Galvan De La Vina, Virginia Galvan Gonzalez, Patty Galvan Preza et Mamie Galvan Oliveira. Alfredo Martinez a un frère, Lee Martinez Jr. qui fait lui aussi une carrière de trompettiste, et une sœur,  Terri Martinez Alaniz.
Il commence à apprendre la trompette à l'âge de neuf ans et excelle en matière d'études musicales. Il a été tambour major et première trompette de l'orchestre de la Wynn Seale Academy of Fine Arts (aujourd'hui la Wynn Seale Metropolitan School of Design) de Corpus Christi pendant ses années d'étude et remplace parfois l'un des musiciens de l'orchestre de son oncle Ralph Galvan durant cette période. En 1963, il épouse JoAnn qui est son amour depuis qu'ils étaient étudiants.

## Carrière
Il est encore étudiant lorsqu'il crée en 1958 le Freddie Martinez Orchestra et devient un musicien professionnel. En 1959, il devient, par ailleurs, animateur de la station de radio KCCT (en)de Corpus Christi.
En 1969, constatant qu'aucune maison de disque n'est prête à absorber sa capacité de production, il décide de créer, avec l'aide de son épouse JoAnn, son propre label et enregistre, avec un budget de 400 dollars, son premier album (Botoncito De Cariño) dont les 45 tours connurent un certain succès.
En 1972, Billboard, le présente comme « l'Elvis Presley américain-mexicain ».

## Reconnaissances professionnelles ou publiques

### Latin grammy awards
- 2007, il reçoit, en tant qu'auteur-compositeur, la Latin Grammy Award de la « Meilleure chanson régionale mexicaine » (Mejor Canción Regional Mexicana), pour la chanson « A Las Escondidas[note 9] », interprétée par Jimmy González y Grupo Mazz.

### Reconnaissances publiques
- Le 21 janvier 1997, à l'occasion de son inscription au Tejano Music Awards Hall of Fame, il reçoit les félicitations du Sénat du Texas[4].

## Sources
- (en) « Guide to Freddie Martinez "Freddie Records" Collection », sur TARO (Texas Archival Resources Online), Mary and Jeff Bell Library, Corpus Christi, Texas A&M University-Corpus Christi.
- (en) Corpus-Christi Caller-Times, « Rosa Galvan Martinez obituary », sur Legacy, 31 juillet 2003.
- (en) Bob Bullock (Lieutenant Governor of Texas), « Texas Senate Resolution : Whereas, The Senate of the State of Texas takes great pleasure in recognizing Freddie Martinez, Sr., on the auspicious occasion of his induction into the Tejano Music Awards Hall of Fame », sur Texas Legislature Online, 21 janvier 1997.
- (en) Bill Williams et Charlie Brite, « 'Tex-Mex' Is A Major Musical Force », Billboard, New York City, Nielsen Business Media, Inc., vol. 84, no 48,‎ 25 novembre 1972, p. 72 (ISSN 0006-2510, lire en ligne).